# Rockingham Motor Speedway
Pour les articles homonymes, voir Rockingham.
Le Rockingham Motor Speedway est un circuit automobile situé à Rockingham, un village de l'arrondissement de Corby (Angleterre). Il s'agit de l'un des rares circuits automobiles ovales d'Europe. Il possède également un tracé routier Infield situé à l'intérieur de l'ovale. Le circuit est souvent utilisé par le Red Bull Racing pour des raisons promotionnelles.

## Historique
Le circuit de Rockingham est inauguré en 2001 par la reine Élisabeth II en personne. C'est alors le seul circuit ovale jamais construit en Grande-Bretagne depuis le circuit de Brooklands en 1907.
Le circuit ferme ses portes en 2018 après la vente du circuit à des investisseurs qui ne devraient plus l'utiliser pour la compétition.

## Références

Tracé de l'Infield.